# Erlenmühle (Ludwigschorgast)
Erlenmühle ist ein Gemeindeteil des Marktes Ludwigschorgast im Landkreis Kulmbach (Oberfranken, Bayern). Erlenmühle liegt in der Gemarkung Ludwigschorgast.

## Geografie
Die Einöde liegt an der Schorgast. Unmittelbar südlich mündet der Steckbach als linker Zufluss in die Schorgast. Eine Gemeindeverbindungsstraße führt die Bahnstrecke Bamberg–Hof unterquerend nach Ludwigschorgast zur Bundesstraße 303 (0,4 km nordöstlich) bzw. an Lettenhof und Raasen vorbei zur Kreisstraße KU 21 bei See (1,6 km südwestlich).

## Geschichte
Gegen Ende des 18. Jahrhunderts bestand Erlenmühle aus zwei Anwesen (1 Mühle, 1 Haus). Das Hochgericht übte das bambergische Centamt Marktschorgast aus. Das bambergische Kastenamt Stadtsteinach war Grundherr der beiden Anwesen.
Mit dem Gemeindeedikt wurde Erlenmühle dem 1811 gebildeten Steuerdistrikt Kupferberg zugewiesen. Ein Jahr später wurde es an das neu gebildete Steuerdistrikt Ludwigschorgast und der im selben Jahr gebildeten Ruralgemeinde Ludwigschorgast abgegeben.

### Einwohnerentwicklung
| Jahr      | 001818 | 001819 | 001861 | 001871 | 001885 | 001900 | 001925 | 001950 | 001961 | 001970 | 001987 |
| Einwohner |        | *      | *      | 10     | 4      | 8      | 4      | 7      | 8      | 4      | 1      |
| Häuser    | 1      |        |        |        | 1      | 1      | 1      | 1      | 1      |        | 1      |
| Quelle    | [ 6 ]  | [ 9 ]  | [ 10 ] | [ 11 ] | [ 12 ] | [ 13 ] | [ 14 ] | [ 15 ] | [ 16 ] | [ 17 ] | [ 1 ]  |

## Religion
Erlenmühle ist katholisch geprägt und bis heute nach St. Bartholomäus (Ludwigschorgast) gepfarrt.